# Đài Phát thanh - Truyền hình Ireland
Đài Phát thanh - Truyền hình Ireland (tiếng Ireland: Raidió Teilifís Éireann), (viết tắt: RTÉ) là đài truyền hình quốc gia của Ireland có trụ sở tại Dublin. RTÉ là một trong những đài truyền hình công cộng lâu đời nhất tại Ireland và cũng là thành viên sáng lập Liên hiệp Phát sóng châu Âu vào năm 1950.